# Éliane Jacq
Éliane Jacq (* 4. Juli 1948 in Brest; † 28. Februar 2011 in Lorient) war eine französische Sprinterin, die sich auf den 400-Meter-Lauf spezialisiert hatte.
Bei den Leichtathletik-Europameisterschaften 1969 in Athen gewann sie Silber in der 4-mal-400-Meter-Staffel und erreichte über 400 m das Halbfinale.
Bei den Leichtathletik-Halleneuropameisterschaften schied sie 1971 in Sofia und 1974 in Göteborg im Vorlauf aus.
1970 wurde sie Französische Meisterin mit ihrer persönlichen Bestzeit von 53,9 s und 1974 Französische Hallenmeisterin.